# De aanval
De aanval was een verzetsblad uit de Tweede Wereldoorlog, dat vanaf maart 1945 in Leersum werd uitgegeven en dat zowel lokaal als regionaal verspreid werd. Het blad verscheen dagelijks. Het werd gestencild en de inhoud bestond voornamelijk uit nieuwsberichten.